# أرنولد توسا
أرنولد توسا هو سياسي كندي، ولد في 23 أغسطس 1940 في Cupar, Saskatchewan ‏ في كندا. نشط حزبياً في حزب ساسكاتشوان المحافظ التقدمي. وقد انتخب عضو المجلس التشريعي في ساسكاتشوان ‏.